# Вірему Таміхана

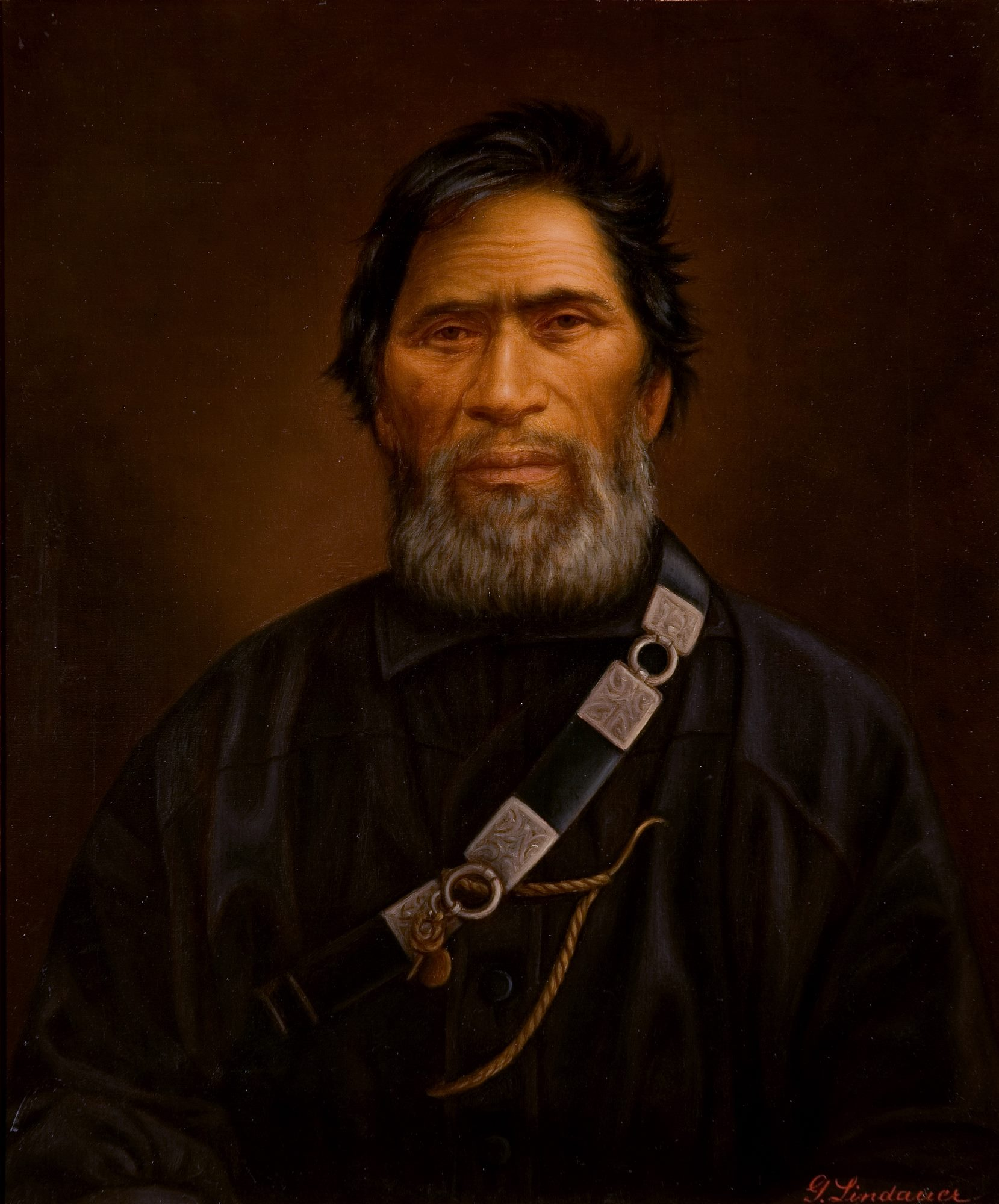
Портрет Вірему Таміхани роботи чесько-новозеландського художника Готтфріда Ліндауера

Вірему Таміхана, маор. Wiremu Tāmihana, англійський варіант імені — Вільям Томпсон, англ. William Thompson, ім'я при нарожденні — Тарапіпіпі Те Вахароа, маор. Tarapīpipi Te Waharoa, (близько 1805, Тамахере, рівнина Хоротіу — 27 грудня 1866, Туранга-о-моана біля Перії) — новозеландський просвітитель, християнський проповідник та громадський діяч народу маорі. Також був відомий на прізвисько «Царетворець» (англ. kingmaker) через його ініціативу по творенню інституту маорійської монархії. 

## Життєпис

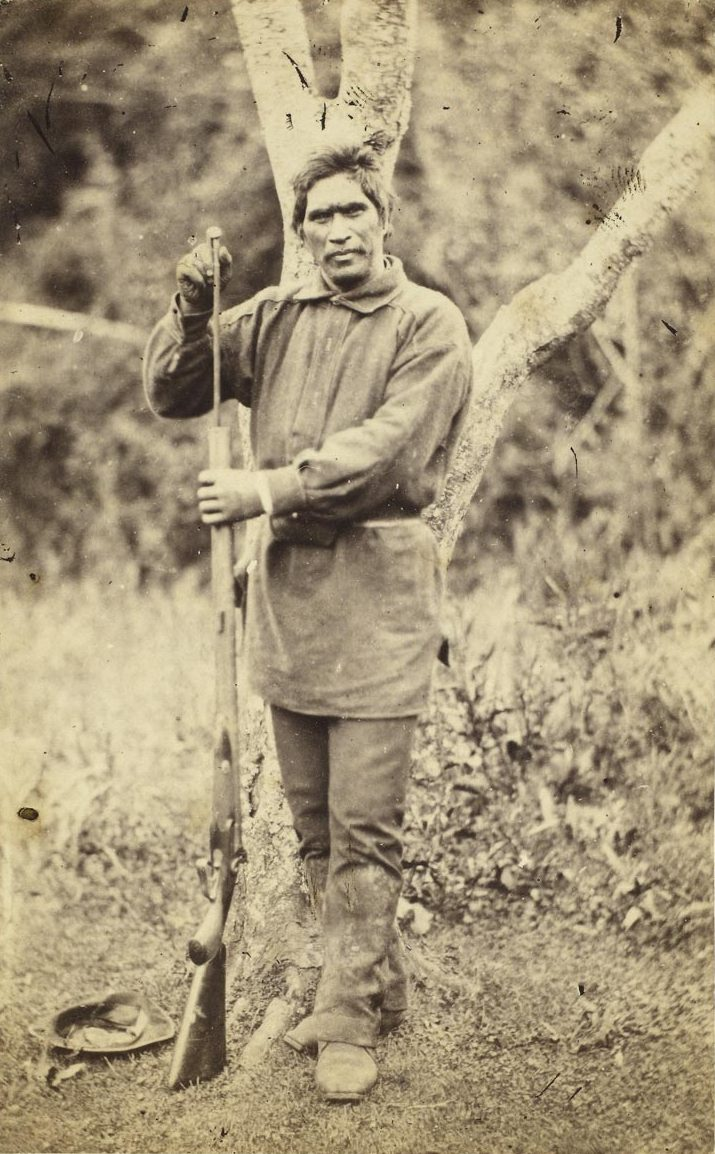
Вірему Таміхана в січні 1863 року (фотопортрет Дж.Кіндера)

Народився на рівнині Хоротіу й при народженні отримав ім'я Тарапіпіпі Те Вахароа. В молодому віці брав  участь у мушкетних війнах. У 1830-х роках прийняв християнство та отримав християнське ім'я «Вільям Томпсон» , що у вимові маорі звучало як «Вірему Таміхана». Саме в цей час він навчився читати й писати мовою маорі (мова не мала власної писемності, але місіонери намагалися розповсюджувати грамотність і розробили писемність на латинській основі). 
Після смерті свого батька у  1838 році, став вождем свого «[Іві (маорі)|[іві]]» (племені) Нгаті Хауа, хоча й не був старшим сином свого батька. Заснував нове поселення, де була побудована церква, що могла одночасно вміщувати до 1000 осіб. Вірему Таміхана особисто викладав  у школі при церкві. У своєму племені він започаткував фермерство й продавав продукти білим поселенцям («пакеха») в Окленді. У 1846 році Вірему Таміхана заснував ще одну маорійську християнську громаду в Перії (англ. Peria).
Наприкінці 1850-х років саме Таміхана був ініціатором «Кінгітанга» - руху за обрання  маорійського короля. Він переконав племінних вождів забути про стару міжплемінну ворожнечу й обрати першим маорійським королем Потатау Те Фероферо з іві (племені) Нгаті Махута. Таміхана уклав статут Маорійського Королівського товариства, заснований на біблійних постулатах. Таміхана став дипломатом та публіцистом, пропагував ідеї руху «Кінгітанга», засновував газету мовою маорі.  
Не зважаючи на те, що багато хто з білих поселенців прирівнював «Кінгітанга» до повстання, сам Таміхана орієнтувався на партнерство чи вассалітет маорійського короля по відношенню до британської монархії.  Втім, у 1861 році губернатор Нової Зеландії Томас Гор Браун випустив декларацію з вимогою до маорі підкоритися британській короні. У відповідь Таміхана написав, що  Маорійський Королівський рух не має наміру вступати в конфлікт з британською короною і виголосив стурбованість наміром губернатора розпочати війну.  Коли ж війна все-таки розпочалась, Таміхана був прибічником перемовин, хоча інші члени «Кінгітанга» бажали воювати з британцями. Під час вторгнення до Уаікато Таміхана безуспішно намагався розпочати перемовини з представниками британської влади. 
У липні  1866 року він тяжко захворів, але не дивлячись на хворобу, продовжував налагоджувати переговорний процес щодо звільнення полонених та брати участь у суперечках між маорі та британськими геодезистами щодо продажу земель. Помер 27 грудня 1866 року.

## Вшанування пам’яті
Започаткований Вірему Таміхана Маорійський Королівський рух існує і сьогодні.  Король маорі є хоч і символічним, але шанованим представником новозеландського суспільства.
За версією «NZ Herald»  Таміхана входить до десятки найвеличніших новозеландців за останні 150 років . 
Його ім’я носить дорога вздовж державного заповідника «Серце Тамахера».